# Arne Sandquist
Rolf Arne Sandquist, född 11 juli 1905 i Falköping, död 1979, var en svensk teaterdekoratör, tecknare, målare och poet.
Han var son till verkmästaren Karl Ludwig Sandquist och Emma Sundström och gift första gången 1936 med Aina Ingegerd Carlsson och andra gången med Eivor Margareta Enquist. Sandquist var huvudsakligen autodidakt som konstnär och bedrev självstudier under resor till Frankrike och Norge. Han arbetade 1926–1942 som reklamtecknare i Malmö, Göteborg och sista tiden som reklamchef och journalist vid Smålands Folkblad i Jönköping. Han övergick därefter till att bli konstnär på heltid. Separat ställde han bland annat ut i Sandviken, Gävle, Östersund och på Galleri Maria i Stockholm. Tillsammans med Arne Sjöberg ställde han ut i Örnsköldsvik och tillsammans med Sixten Fager och Margareta Hyltén-Cavallius i Strömsund. Han medverkade i Gotlands konstförenings teckningsutställning i Visby 1950 och ett flertal gånger i Västernorrlands läns Salong Y. Som teaterdekoratör utförde han ett flertal dekorationer till uppsättningar på länsteatern i Härnösand. Som illustratör illustrerade han sina egna dikter som publicerades i Västernorrlands Allehanda. Bland hans offentliga arbeten märks utsmyckningar för Gotlands länslasarett och Hola folkskola i Prästmon. Hans konst består av landskap utförda i olja där han lagt färgen med palettkniv.